# Siphonophora fallens
Siphonophora fallens är en mångfotingart som beskrevs av Chamberlin 1922. Siphonophora fallens ingår i släktet Siphonophora och familjen Siphonophoridae. Inga underarter finns listade i Catalogue of Life.